# حسن کامرانی‌فر
حسن کامرانی‌فر با نام سابق حسن کرباس فروش، کمک داور بین‌المللی فوتبال ایران از سال ۲۰۰۳ تا سال ۲۰۱۵ و تنها کمک داور ایرانی که در جام‌های جهانی ۲۰۱۰ آفریقای جنوبی و ۲۰۱۴ برزیل به عنوان کمک داور حضور داشته‌است. وی پس از بازنشستگی به مدت یک سال از ۲۰۱۶ تا ۲۰۱۷ رئیس دپارتمان داوری فدراسیون فوتبال جمهوری اسلامی ایران بود و هم‌اکنون به عنوان ناظر و مدرس داوری AFC فعالیت دارد. در روز ۲۳ تیر ماه ۱۴۰۰ از سوی شهاب‌الدین عزیزی خادم رئیس فدراسیون فوتبال به عنوان سرپرست دبیرکل فدراسیون منصوب شد و در شهریور ۱۴۰۱ از این سمت استعفا داد.

## زندگی‌نامه
حسن کامرانی‌فر در ۳۰ فروردین ۱۳۵۱ در مشهد به دنیا آمد. وی به مدت ۱۵ سال در لیگ برتر فوتبال ایران قضاوت کرد و اولین حضور او در رقابت‌های بین‌المللی به سال ۲۰۰۳ برمی‌گردد که دیدار مقدماتی المپیک ۲۰۰۴، بین تیم‌های هند و ترکمنستان را قضاوت کرد، او تا سال ۲۰۱۵ به عنوان داور بین‌المللی قضاوت می‌نمود.
حسن کامرانی فر در سال ۱۳۹۴ از دنیای قضاوت خداحافظی کرد.

## شهرآورد تهران
حسن کامرانی‌فر در ۶ شهرآورد تهران کمک داور بوده‌است
| سه بازی که کمک داور بوده‌است |               |                        |                                                                    |
| دربی                        | تاریخ         | نتیجه بازی             | گروه داوری                                                         |
| شماره ۷۸                    | ۲۷ دی ۱۳۹۲    | استقلال ۰ - پرسپولیس ۰ | سعید مظفری‌زاده -- حسن کامرانی‌فر -- سعید علی‌نژادیان -- علیرضا فغانی |
| شماره ۷۵                    | ۳ شهریور ۱۳۹۱ | استقلال ۰ - پرسپولیس ۰ | محسن ترکی -- حسن کامرانی‌فر -- رضا سخندان—احمد صالحی                |
| شماره ۷۴                    | ۱۳ بهمن ۱۳۹۰  | استقلال ۲ - پرسپولیس ۳ | علیرضا فغانی -- حسن کامرانی‌فر -- رضا سخندان—سعید بخشی‌زاده          |
| شماره ۶۹                    | ۲۳ مهر ۱۳۸۹   | استقلال ۱ - پرسپولیس ۰ | مسعود مرادی -- حسن کامرانی‌فر -- مرتضی کریمی—سعید مظفری‌زاده         |
| شماره ۶۸                    | ۱۴ بهمن ۱۳۸۸  | استقلال ۱ - پرسپولیس ۲ | سعید مظفری‌زاده—سعید تقی‌پور -- حسن کامرانی‌فر -- علیرضا فغانی        |
| شماره ۶۶                    | ۲۵ بهمن ۱۳۸۷  | استقلال ۱ - پرسپولیس ۱ | محسن ترکی—رضا سخندان -- حسن کامرانی‌فر -- خداداد افشاریان           |

منبع

## سوابق
کامرانی‌فر در رقابت‌های زیر قضاوت کرده‌است:
- المپیک ۲۰۰۸، چین
- فینال ۲۰۰۹ AFC CUP
- فینال ۲۰۱۰ AFC CUP
- جام ملتهای آفریقا (انگولا) ۲۰۱۰
- جام جهانی فوتبال ۲۰۱۰، آفریقای جنوبی
- جام ملت‌های آسیا ۲۰۱۱، قطر
- جام باشگاه‌های جهان ۲۰۱۲، ژاپن
- جام باشگاه‌های جهان ۲۰۱۳، مراکش
- جام جهانی جوانان ۲۰۱۳، ترکیه
- جام باشگاه‌های آسیا ۲۰۱۴
- جام جهانی ۲۰۱۴، برزیل

## المپیک ۲۰۰۸ پکن
کامرانی فر در المپیک ۲۰۰۸پکن
در تیم داوری شامل مسعود مرادی و حسن کامرانی فر و صبحی از عراق مسابقه ژاپن و نیجریه از مرحله مقدماتی و مسابقه حساس ساحل عاج و نیجریه را در مرحله نیمه نهایی قضاوت نمودند

## AFC CUP سال ۲۰۰۹
قضاوت دیدار فینال کاپ آسیا بین تیم‌های
الکویت از کویت و الکرامه عراق را بعهده داشته‌است

## AFC CUP سال ۲۰۱۰
برای دومین سال پیاپی قضاوت دیدار فینال کاپ آسیا را بین تیم‌های التحاد عراق و القادسیة کویت را بعهده داشته‌است

## جام ملتهای ۲۰۱۰افریقا
در تیم داوری به همراه خلیل الغمدی داور عربستانی در ۴ مسابقه حساس مقدماتی و حذفی قضاوت‌های کم نقصی انجام دادند

## جام جهانی ۲۰۱۰
کامرانی‌فر در جام جهانی ۲۰۱۰ در تیم داوری خلیل الغمدی عربستانی به عنوان کمک اوّل وی انتخاب و به عنوان اوّلین تیم داوری آسیا به فیفا معرفی شد. وی در این رقابت‌ها اوّلین مسابقه خود را که بین تیم‌های فرانسه با مکزیک بود قضاوت کرد سپس وی مسابقه شیلی با سوئیس را نیز در مرحله گروهی، به عنوان کمک‌داور اوّل قضاوت کرد.

## جام ملت‌های آسیا ۲۰۱۱
در جام ملت‌های آسیا هم کامرانی‌فر در تیم داوری خلیل الغمدی به عنوان کمک اوّل وی حضور داشت. کمک دوم الغمدی رضا سخندان از ایران بود. اولین بازی‌ای که به این تیم داوری رسید دیدار ژاپن با سوریه بود که با توجه به مصدومیت الغمدی قبل از این مسابقه محسن ترکی که به عنوان داور ذخیره در جام ملت‌ها حضور داشت به جای او به عنوان داور وسط این بازی انتخاب شد. لازم است ذکر شود که در این مسابقه در صحنهٔ پنالتی که به نفع سوریه اعلام شد کامرانی‌فر اعتقاد به آفساید داشت اما ترکی اعلام پنالتی کرد که با واکنش‌های مختلفی از جانب کارشناسان مواجه شد. در بازی بعد با توجه به برطرف شدن مصدومیت الغمدی، این داور قضاوت بازی هند با کره جنوبی را بر عهده گرفت. این بازی هم بدون هیچ حاشیه‌ای و کار عالی کمک‌داوران ایرانی پایان یافت. با توجه به عملکرد خوب این تیم داوری، بازی نیمه نهایی بین ژاپن و کره جنوبی نصیبشان شد و کامرانی‌فر هم با اعلام محل درست وقوع خطا که در محوطهٔ جریمه بود مورد تأیید ناظران AFC قرار گرفت.

## جام باشگاه‌های جهان ۲۰۱۲ ژاپن
به همراه علیرضا فغانی به عنوان تیم ذخیره داوری دیدار فینال باشگاه‌های جهان حضور داشته‌است

## جام باشگاه‌های جهان ۲۰۱۳ مراکش
قضاوت حساس دیدار نیمه نهایی باشگاه‌های جهان را عهده‌دار بوده‌است

## جام جهانی جوانان ۲۰۱۳ ترکیه
قضاوت دیدار مکزیک و انگلیس رو عهده‌دار بوده‌است

## لیگ قهرمانان آسیا سال ۲۰۱۴
قضاوت دیدار رفت فینال جام باشگاه‌های آسیا بین تیم‌های
وسترن سیتی واندرز استرالیا و الهلال عربستان را در سیدنی بعده داشته‌است

## جام جهانی ۲۰۱۴
حضور به عنوان داور پنجم:
- برزیل و کرواسی (گروه A - افتتاحیهٔ جام جهانی فوتبال ۲۰۱۴)
- کلمبیا و یونان (گروه C)
- بلژیک و الجزایر (گروه H)
- اروگوئه و انگلستان (گروه D)
- کره جنوبی و الجزایر (گروه H)
- انگلستان و کاستاریکا (گروه D)
- فرانسه و نیجریه (یک شانزدهم نهایی)

کمک داور ذخیره:
- هلند و برزیل دیدار یک چهارم نهایی

## افتخارات
- ۷ دوره برترین کمک داور لیگ برتر فوتبال ایران
- قضاوت ۳ دوره فینال جام قهرمانی باشگاه‌های آسیا
- ۳ دوره کاندید برترین کمک داور فوتبال آسیا
- قضاوت ۷ دوره بازی دربی ایران

## فدراسیون فوتبال
در تاریخ ۴ آبان ۱۴۰۰ وی به عنوان دبیرکل فدراسیون فوتبال انتخاب شد.
در تاریخ ۹ شهریور ۱۴۰۱ پس از انتخاب مهدی تاج به عنوان رئیس فدراسیون فوتبال حسن کامرانی فر از سمت خود استعفا کرد.

## حواشی
در تاریخ ۸ شهریور ۱۴۰۱ حسن کامرانی فر به دلیل عدم رعایت قوانین و مقررات انتخاباتی فدراسیون توسط کمیته بدوی خبر لغو مجمع عمومی انتخاباتی فدراسیون فوتبال را اعلام نمود.
پس از اعلام این خبر هیئت رئیسه فدراسیون فوتبال دلایل کامرانی فر را قابل قبول ندانست و انتخابات برگزار شد.